# Gobernación de Susa
La Gobernación de Susa, en árabe: ولاية سوسة, es una del total de las veinticuatro gobernaciones de la República Tunecina. Su situación geográfica es en el noreste de Túnez. Posee como ciudad capital a la ciudad de Susa.

## Delegaciones con población en abril de 2014
- Akouda 34,494
- Bouficha 26,760
- Enfida 49,335
- Hammam Sousse 42,691
- Hergla 9,343
- Kalâa Kebira 59,132
- Kalâa Seghira 37,797
- Kondar 13,565
- M'saken 97,225
- Sidi Bou Ali 19,543
- Sidi El Héni 13,505
- Sousse Jawhara 86,517
- Sousse Médina 35,288
- Sousse Riadh 64,532
- Sousse Sidi Abdelhamid 52,787
- Zaouia - Ksiba - Thrayet 32,304

## Población y territorio
El censo del año 2014 arrojó una cifra de 674.971 habitantes en la Gobernación de Susa. Estos se encuentran distribuidos en un territorio compuesto de una superficie que abarca unos 2.621 kilómetros cuadrados. La densidad poblacional, por ende, es de 216,32 habitantes por cada kilómetro cuadrado de esta gobernación.